# Hippolyte Girardot
Pour les articles homonymes, voir Girardot.
Hippolyte Girardot, né Frédéric Girardot le 10 octobre 1955 à Boulogne-Billancourt (Hauts-de-Seine), est un acteur, scénariste et réalisateur français.

## Biographie
Hippolyte Girardot n’a pas de lien familial avec Annie Girardot. 
Diplômé de l’École nationale supérieure des arts décoratifs, il suit ensuite les cours d'art dramatique de Robert Cordier et d’Andréas Voutsinás.
Il débute en tant qu’acteur en 1973 lorsque Yannick Bellon lui offre le second rôle masculin dans La Femme de Jean. Mais il commence réellement sa carrière au début des années 1980, avec notamment les films L'Amour nu de Yannick Bellon (1980), Le Bon Plaisir de Francis Girod (1984), dans lequel il tient le rôle du maître-chanteur, et Prénom Carmen de Jean-Luc Godard. En 1989, Éric Rochant lui donne le premier rôle dans Un monde sans pitié. En 2019, il est Léon Blum dans Je ne rêve que de vous, de Laurent Heynemann.
Il tient  également des chroniques culturelles dans les émissions de France Inter de Charline Vanhoenacker, successivement appelée Si tu écoutes, j'annule tout, puis Par Jupiter !, C'est encore nous ! et enfin Le Grand Dimanche soir. Il quitte l'équipe de Charline Vanhoenacker à la suite de la polémique née de la caricature faite par Guillaume Meurice de Benyamin Netanyahou.
Il a une fille, Ana Girardot, née d'une union avec Isabel Otero, actrice dans La Crim' sur France 2 et Diane, femme flic sur TF1 et trois autres enfants, Lillah, Isaac et Sven nés de son union avec la productrice Kristina Larsen.

## Théâtre
- 1995 : Nouvelles et contes II d'Ivane Daoudi, lecture Festival d'Avignon
- 1997 : La Terrasse de Jean-Claude Carrière, mise en scène Bernard Murat, théâtre Antoine
- 1998 : Les Démons d'après Fiodor Dostoïevski, mise en scène Roger Planchon, Opéra-Comique, TNP Villeurbanne
- 1998 : La Dame de chez Maxim de Georges Feydeau, mise en scène Roger Planchon, Opéra-Comique, TNP Villeurbanne
- 2001 : Emy’s view de David Hare, mise en scène Bernard Murat, théâtre Hébertot
- 2010 : De beaux lendemains d'après le roman de Russell Banks, mise en scène Emmanuel Meirieu, Nuits de Fourvière
- 2014 : Qui a peur de Virginia Woolf ? d'Edward Albee, mise en scène Laurent Laffargue, Théâtre de l'Ouest parisien
- 2016 - 2017 : Terre Noire de Stefano Massini, mise en scène Irina Brook, Théâtre national de Nice, théâtre des Célestins, tournée

## Filmographie

### Acteur de longs métrages
- 1973 : La Femme de Jean de Yannick Bellon, Rémi
- 1980 : Inspecteur la Bavure de Claude Zidi, un ami de Michel Clément
- 1980 : L'Amour nu de Yannick Bellon, Hervé
- 1982 : Le Destin de Juliette d'Aline Issermann, Pierre
- 1984 : Le Bon Plaisir de Francis Girod, Pierre
- 1984 : Prénom Carmen de Jean-Luc Godard, Fred
- 1984 : Fort Saganne d'Alain Corneau, Dr Courette
- 1985 : L'Amour ou presque de Patrice Gautier, Luc
- 1986 : Manon des sources de Claude Berri, Bernard Olivier
- 1986 : L'Amant magnifique d'Aline Issermann, Vincent
- 1986 : Suivez mon regard de Jean Curtelin, Le reporter en Afrique
- 1986 : Descente aux enfers de Francis Girod, Philippe Devignat
- 1987 : Les Pyramides bleues d'Arielle Dombasle, Mark
- 1989 : Un monde sans pitié d'Éric Rochant, Hippo
- 1989 : L'Affaire Wallraff de Bobby Roth, Rudolph Schick
- 1991 : Hors la vie de Maroun Bagdadi, Patrick Perrault
- 1992 : Confessions d'un barjo de Jérôme Boivin, Barjo
- 1992 : La Fille de l'air de Maroun Bagdadi, Philippe
- 1992 : Après l'amour de Diane Kurys, Tom
- 1992 : Toxic Affair de Philomène Esposito, Georges
- 1993 : Le Parfum d'Yvonne de Patrice Leconte, Victor Chmara
- 1993 : Les Patriotes d'Éric Rochant, Daniel
- 1994 : Quand j'avais cinq ans je m'ai tué de Jean-Claude Sussfeld : Dr Edouard Valmont
- 1996 : Le Bel Été 1914 de Christian de Chalonge : Pierre Mercadier
- 1996 : La Cible de Pierre Courrège : Stan
- 1997 : Vive la République ! d'Éric Rochant : Henri
- 2001 : Mariage et Conséquences  (Jump Tomorrow) de Joel Hopkins : Gérard
- 2002 : Poil de Carotte à la recherche du bonheur de Franck Llopis
- 2002 : Le Tango des Rashevski de Sam Garbarski, Antoine
- 2003 : Nos amis les flics de Bob Swaim, Fatouche
- 2003 : Léo, en jouant « Dans la compagnie des hommes » d'Arnaud Desplechin, William de Lille
- 2003 : Trois couples en quête d'orages de Jacques Otmezguine, Jean-Xavier
- 2003 : Modigliani de Mick Davis : Utrillo
- 2004 : House of 9 de Steven R. Monroe (en) : Francis
- 2004 : La Moustache d'Emmanuel Carrère : Bruno
- 2004 : Rois et Reine d'Arnaud Desplechin, Maître Marc Mamanne
- 2005 : Incontrôlable de Raffy Shart : Roger
- 2005 : Paris, je t'aime d'Olivier Assayas, le père
- 2005 : Un an de Laurent Boulanger, Félix
- 2005 : Le Pressentiment de Jean-Pierre Darroussin, Marc Bénesteau
- 2005 : Lady Chatterley de Pascale Ferran, Sir Clifford
- 2006 : Trahisons de Janluk Penot, colonel Podorovsky
- 2006 : Où avais-je la tête ? de Nathalie Donnini, Paul-Vincent
- 2006 : Je pense à vous de Pascal Bonitzer, Antoine
- 2007 : L'Invité, de Laurent Bouhnik, Pontignac
- 2007 : Ma place au soleil de Eric de Montalier, François
- 2007 : Un conte de Noël d'Arnaud Desplechin, Claude
- 2008 : Passe-passe de Tonie Marshall, l'homme à la chemise blanche
- 2008 : Le crime est notre affaire de Pascal Thomas, le docteur Lagarde
- 2008 : Caos calmo d'Antonello Grimaldi, Jean-Claude
- 2008 : Plus tard tu comprendras d'Amos Gitai, Victor
- 2009 : Espion(s) de Nicolas Saada, Simon
- 2009 : Bancs publics (Versailles Rive-Droite) de Bruno Podalydès, le cadre
- 2009 : Yuki et Nina de Nobuhiro Suwa et Hippolyte Girardot, Frédéric
- 2010 : Les Mains en l'air de Romain Goupil, Rodolphe
- 2010 : Dernier étage, gauche, gauche d'Angelo Cianci, François
- 2011 : La Lisière de Géraldine Bajard, Sam
- 2011 : La Conquête de Xavier Durringer, Claude Guéant
- 2011 : La Maladie du sommeil (Schlafkrankheit) de Ulrich Köhler, Gaspard Signac
- 2011 : Les Chants de Mandrin de Rabah Ameur-Zaïmeche
- 2012 : Vous n'avez encore rien vu d'Alain Resnais, Dulac
- 2012 : Les Saveurs du palais de Christian Vincent, David Azoulay
- 2012 : À cœur ouvert de Marion Laine, Marc
- 2012 : Le Capital de Costa-Gavras, Raphaël Sieg
- 2014 : Aimer, boire et chanter d'Alain Resnais, Colin
- 2014 : Kidon d'Emmanuel Naccache, Garnier
- 2014 : Bird People de Pascale Ferran, Vengers
- 2014 : À la vie de Jean-Jacques Zilbermann, Henri
- 2014 : Benoît Brisefer : Les Taxis rouges de Manuel Pradal, le commissaire
- 2015 : La Reine-garçon (The Girl King) de Mika Kaurismäki, Pierre Hector Chanut
- 2017 : Les Fantômes d'Ismaël d'Arnaud Desplechin, Zwy, le producteur
- 2017 : Où je n'ai jamais habité (Dove non ho mai abitato) de Paolo Franchi, Benoît
- 2018 : La Surface de réparation de Christophe Régin, Yves
- 2018 : L'Île aux chiens (Isle of Dogs) de Wes Anderson, Boss (voix française)
- 2019 : Je ne rêve que de vous de Laurent Heynemann, Léon Blum
- 2020 : La Daronne de Jean-Paul Salomé, Philippe
- 2021 : The French Dispatch de Wes Anderson, Chou-fleur
- 2022 : L'Astronaute de Nicolas Giraud, M. Dominique
- 2023 : Les Secrets de la princesse de Cadignan d'Arielle Dombasle : Le prince de Cadignan
- 2023 : Le Voyage en pyjama de Pascal Thomas : Vladimir Desrosiers
- 2024 : Quelques jours pas plus de Julie Navarro : Laurent

### Acteur de courts métrages
- 1982 : Le Tigre du jardin des plantes de Jean-Denis Robert
- 1984 : Comme les doigts de la main de Éric Rochant
- 1985 : French Lovers de Éric Rochant
- 1997 : I Got a woman d'Yvan Attal, voix de l'acteur (voix seulement)
- 2006 : Le Créneau de Frédéric Mermoud

### Acteur pour la télévision
- 1982 : Le Serin du major d'Alain Boudet : Antoine
- 1986 : Un moment d'inattention de Liliane de Kermadec : Laurent
- 1988 : Sueurs froides , épisode Un jeune homme rangé de Romain Goupil : François Lecoin
- 1989 : Nick chasseur de têtes de Jacques Doniol-Valcroze : Nick Saint-Clair
- 1995 : Arrêt d'urgence de Denys Granier-Deferre : Gabriel
- 1999 : Jésus de Serge Moati : Judas
- 2000 : Les Redoutables de Frédéric Forestier : Martin
- 2001 : L'Oiseau rare de Didier Albert : Marc
- 2001 : Les Enfants d'abord d'Aline Issermann : Félix Villeneuve
- 2002 : La Kiné, épisode Double drame d'Aline Issermann : Jean Sallanches
- 2002 : L'Ami de Patagonie d'Olivier Langlois : Fred
- 2003 : Les Mariages d'Agathe, saison 1,  épisode 1 : Philippe
- 2003 : Virus au paradis d'Olivier Langlois : ministre de la santé
- 2003 : Drôle de genre de Jean-Michel Carré : Camille Bazin
- 2004 : Si j'étais elle de Stéphane Clavier : Alex
- 2005 : Dolmen de Didier Albert : Pierre-Marie de Kersaint
- 2005 : Adèle et Kamel de Vincent Monnet : Antoine
- 2007 : Candidat libre de Jean-Baptiste Huber : Charles
- 2007 : L'Affaire Ben Barka de Jean-Pierre Sinapi : Figon
- 2008 : Résolution 819 de Giacomo Battiato : Arnaud Lherbier
- 2008 : Off Prime de Christophe Fort : lui-même
- 2008 : Vénus et Apollon (saison 2) de Pascal Lahmani : Romain
- 2008 : Mafiosa, le clan d'Éric Rochant (saison 2, épisode 1) : le dragueur
- 2009 : Des gens qui passent d'Alain Nahum : Grabley
- 2010 : Les Mensonges de Fabrice Cazeneuve : Jean-Louis Richepois
- 2010 : Contes et nouvelles du XIXe siècle : Le Mariage de Chiffon de Jean-Daniel Verhaeghe : Marc de Bray
- 2011 : Les Robins des pauvres de Frédéric Tellier : Commandant Viennot
- 2012 : À votre service de François Guérin : Stanislas Bellecourt
- 2012 : La Chartreuse de Parme de Cinzia TH Torrini : Comte Mosca
- 2013 : La Rupture de Laurent Heynemann : Valéry Giscard d'Estaing[2]
- 2013 : Le Jeu des 7 familles, épisode L'Aurore Boréale de Keren Ben Rafael : le père
- 2013 : Lanester de Franck Mancuso : Vincent Gerhardt
- 2015-2019  : Occupied d'Erik Skjoldbjærg : Pierre Anselme, commissaire européen français
- 2015 : Une chance de trop de François Velle : Tessier
- 2016 : La Face de Marc Rivière : Serge Vauban
- 2016-2018 : Marseille de Florent Emilio Siri : Docteur Osmond
- 2017 : Le Viol d'Alain Tasma : le Président de la cour d'assises
- 2017 : Paris etc. de Zabou Breitman : Bruno
- 2018 : Capitaine Marleau de Josée Dayan, épisode Les Roseaux noirs : Pierre Claudel
- 2018 : Patrick Melrose (série télévisée, épisode 3) : L'ambassadeur français
- 2019 : Thanksgiving (mini-série) de Nicolas Saada : L'homme de Mobun
- 2019 : À l'intérieur de Vincent Lannoo : Raphaël Santi
- 2020 : Grand Hôtel de Yann Samuell et Jérémy Minui : Paul Andrieux
- 2021 : Les Aventures du jeune Voltaire d'Alain Tasma : le duc de Sully
- 2021 : Les Héritiers de Jean-Marc Brondolo : Vaillant
- 2021 : Munch (saison 4) : Mathieu
- 2022 : Irma Vep d'Olivier Assayas (OCS) : Robert Danjou
- 2022 : Meurtres à Chantilly de Marjolaine de Lecluse : Demeziere
- 2023 : Bardot (mini série) de Christopher Thompson et Danièle Thompson : Louis Bardot
- 2025 : Joseph de Lucien Jean-Baptiste : Jean-Pierre Malterre

### Réalisateur
- 2009 : Yuki et Nina, coréalisé avec Nobuhiro Suwa

### Scénariste
- 2009 : Yuki et Nina, coscénarisé avec Nobuhiro Suwa
- 2016 : Le Bureau des légendes, saison 2, ép. 1, 2, 4, 5 et 6
- 2020 : Le Bureau des légendes, saison 5, ép. 3

## Distinctions

### Récompense
- Festival international du film de fiction historique 2019 : Prix d'honneur de l'interprétation pour Je ne rêve que de vous

### Nominations
- César 1985 : César du meilleur espoir masculin pour Le Bon Plaisir
- César 1990 : César du meilleur acteur pour Un monde sans pitié
- César 1992 : César du meilleur acteur pour Hors la vie

### Décoration
- Officier de l'ordre des Arts et des Lettres (2009)[3]